# У тилу ворога: Диверсанти
У тилу ворога: Диверсанти — (на Заході видана під назвою Silent Heroes) як доповнення для тактичного бойовика У тилу ворога. У цій грі вам належить взяти під свій контроль загін з шести радянських диверсантів і виконати десяток найскладніших завдань.